# Число встреч (комбинаторика)
В комбинаторной математике под числом встреч понимается число перестановок множества {1, ..., n} с заданным числом неподвижных элементов.
Для n ≥ 0 и 0 ≤ k ≤ n число встреч Dn, k – это число перестановок {1, ..., n}, содержащих ровно k элементов, не изменивших положение в перестановке. 
Например, если семь подарков было выдано семи различным лицам, но только два человека получили подарки, предназначенные именно им, в D7, 2 = 924 вариантах. В другом часто приводимом примере, в школе танцев с семью парами учеников, после перерыва на чай, участники случайно выбирают партнера для продолжения танцев, и снова в D7, 2 = 924 случаях 2 пары окажутся прежними.

## Численные значения
Фрагмент таблицы числа встреч (последовательность A008290 в OEIS):
| {\displaystyle _{n}\!\!\diagdown \!\!^{k}} | 0    | 1    | 2   | 3   | 4  | 5  | 6 | 7 |
| ------------------------------------------ | ---- | ---- | --- | --- | -- | -- | - | - |
| 0                                          | 1    |      |     |     |    |    |   |   |
| 1                                          | 0    | 1    |     |     |    |    |   |   |
| 2                                          | 1    | 0    | 1   |     |    |    |   |   |
| 3                                          | 2    | 3    | 0   | 1   |    |    |   |   |
| 4                                          | 9    | 8    | 6   | 0   | 1  |    |   |   |
| 5                                          | 44   | 45   | 20  | 10  | 0  | 1  |   |   |
| 6                                          | 265  | 264  | 135 | 40  | 15 | 0  | 1 |   |
| 7                                          | 1854 | 1855 | 924 | 315 | 70 | 21 | 0 | 1 |

## Формулы
Числа в первом столбце (k = 0) показывают число беспорядков. Так,
{\displaystyle D_{0,0}=1,}
{\displaystyle D_{1,0}=0,}
{\displaystyle D_{n+2,0}=(n+1)(D_{n+1,0}+D_{n,0})}
для неотрицательного n. Оказывается
{\displaystyle D_{n,0}=\left[{n! \over e}\right]},
где дробь округляется вверх для четных n и вниз для нечетных,
и для n ≥ 1, это соответствует ближайшему целому.
Доказательство просто, если уметь считать число беспорядков {\displaystyle !n}: выберем m фиксированных элементов из n, затем посчитаем число беспорядков оставшихся n − m элементов (это будет {\displaystyle !(n-m)={(n-m)!}\sum _{k=0}^{n-m}{\frac {(-1)^{k}}{k!}}}).
{\displaystyle D_{n,m}=C_{n}^{m}D_{n-m,0}={\frac {n!}{m!}}\sum _{k=0}^{n-m}{\frac {(-1)^{k}}{k!}}.}
Отсюда следует, что
{\displaystyle {\frac {D_{n,m}}{n!}}\approx {\frac {e^{-1}}{m!}}}
для больших n и фиксированного m.

## Распределение вероятности
Сумма элементов строки в вышеприведенной таблице является числом всех перестановок набора {1, ..., n}, и она равна n!. Если разделить все элементы строки n на n!, получим распределение вероятностей числа перестановок с неподвижными точками в равномерно распределенных случайных перестановках элементов {1, ..., n}. Вероятность того, что перестановка будет иметь k неподвижных точек, равна
{\displaystyle {D_{n,k} \over n!}.}
Для n ≥ 1 математическое ожидание числа неподвижных точек равно 1.
Более того, для i ≤ n, i-й момент этого распределения является i-м моментом распределения Пуассона со значением 1. Для i > n i-й момент меньше соответствующего момента распределения Пуассона. Точнее, для i ≤ n i-й момент является i-м числом Белла, т. е. число разбиений множества размера i.

### Ограничение значений распределения вероятности
С возрастанием числа элементов мы получим
{\displaystyle \lim _{n\to \infty }{D_{n,k} \over n!}={e^{-1} \over k!}.}
Это как раз равно вероятности того, что случайная величина, распределенная по закону Пуассона с математическим ожиданием 1, равна k. Другими словами, при возрастании n распределение числа неподвижных точек у случайной перестановки n элементов приближается к распределению Пуассона с математическим ожиданием 1.